# Duguetia rotundifolia
Duguetia rotundifolia R.E.Fr. – gatunek rośliny z rodziny flaszowcowatych (Annonaceae Juss.). Występuje endemicznie w Brazylii – w stanie Goiás. 

## Morfologia
PokrójZimozielony krzew dorastający do 1 m wysokości.
LiścieMają kształt od eliptycznego do prawie okrągłego. Mierzą 3–5 cm długości oraz 2,5–3,5 cm szerokości. Blaszka liściowa jest całobrzega o tępym wierzchołku.

## Biologia i ekologia
Rośnie w cerrado.